# 15. světové skautské jamboree (zrušené)
15. světové skautské jamboree bylo plánováno na 15.–23. července 1979 a mělo se konat v Níšápúru v Íránu, ale bylo zrušeno kvůli Íránské revoluci.
15. světové skautské jamboree se mělo konat ve skautském parku Omara Chajjáma, který ležel blízko afghánských a turkmenských hranic a měl rozlohu 10 km². Již v létě 1977 se jako příprava na stejném místě konalo 2. asijsko-tichomořské jamboree. Nicméně rozvrat způsobený islámskou revolucí způsobil, že 15. světové jamboree bylo na konci roku 1978 zrušeno. Místo toho Světová organizace skautského hnutí (WOSM) vyhlásila „World Jamboree Year“ (Rok světového jamboree) a uspořádalo při této příležitosti několik táborů v Austrálii, Kanadě, Švédsku, Švýcarsku a USA.
Následující jamboree, které se konalo v Kanadě v roce 1983, bylo pojmenováno The Spirit Lives On na důkaz toho, že duch mezinárodního bratrství skautů překonal překážku zrušeného jamboree.